# Olli Immonen
Pour les articles homonymes, voir Immonen.
Olli Juhani Immonen, né le 18 février 1986 à Nivala, est un homme politique finlandais, membre du parlement finlandais pour la circonscription d'Oulu dans le groupe des Vrais Finlandais et ancien président de l'association Suomen Sisu,,.

## Biographie
De 2010 à 2014, Immonen est marié avec Eveliina Immonen avec qui il a un garçon en 2010,.
En 2015, Olli Immonen épouse Lutfija Immonen née dans une famille musulmane bosniaque.
Lutfija Immonen est membre de la Ligue verte puis du mouvement Muutos 2011 (fi).
Elle a été assistante parlementaire de James Hirvisaari (fi).

## Carrière politique
Olli Immonen a été membre conseil municipal d'Oulu entre 2009 et 2017. Il est élu député Vrais Finlandais de la circinscription d'Oulu depuis 2011.

### Position politique
Olli Immonen est eurosceptique, anti-immigration et opposé au multiculturalisme. Il est éaglement opposé au suédois obligatoire.

### Actions et controverses
En 2015, des images le montrait en compagnie de membres d'un groupe néonazis. Durant l'été 2015, il a également publié un texte en anglais sur sa page Facebook, contre le multiculturalisme.

### Résultats électoraux
| Élection                       | Circonscription               | Voix          | Résultats |
| ------------------------------ | ----------------------------- | ------------- | --------- |
| Élections législatives de 2011 | Circonscription d'Oulu        | 6 419         | élu       |
| Élections législatives de 2015 | Circonscription d'Oulu        | 4 964         | élu       |
| Élections municipales de 2008  | Conseil municipal d'Oulu (fi) | 252 (0,4 %)   | élu       |
| Élections municipales de 2012  | Conseil municipal d'Oulu (fi) | 1 278 (1,6 %) | élu       |